# San Esteban de la Sierra
San Esteban de la Sierra és un municipi de la província de Salamanca a la comunitat autònoma de Castella i Lleó.

## Demografia
| 1991 | 1996 | 2001 | 2004 |
| ---- | ---- | ---- | ---- |
| 493  | 469  | 424  | 423  |